# مؤسسه قایق نجات سلطنتی ملی

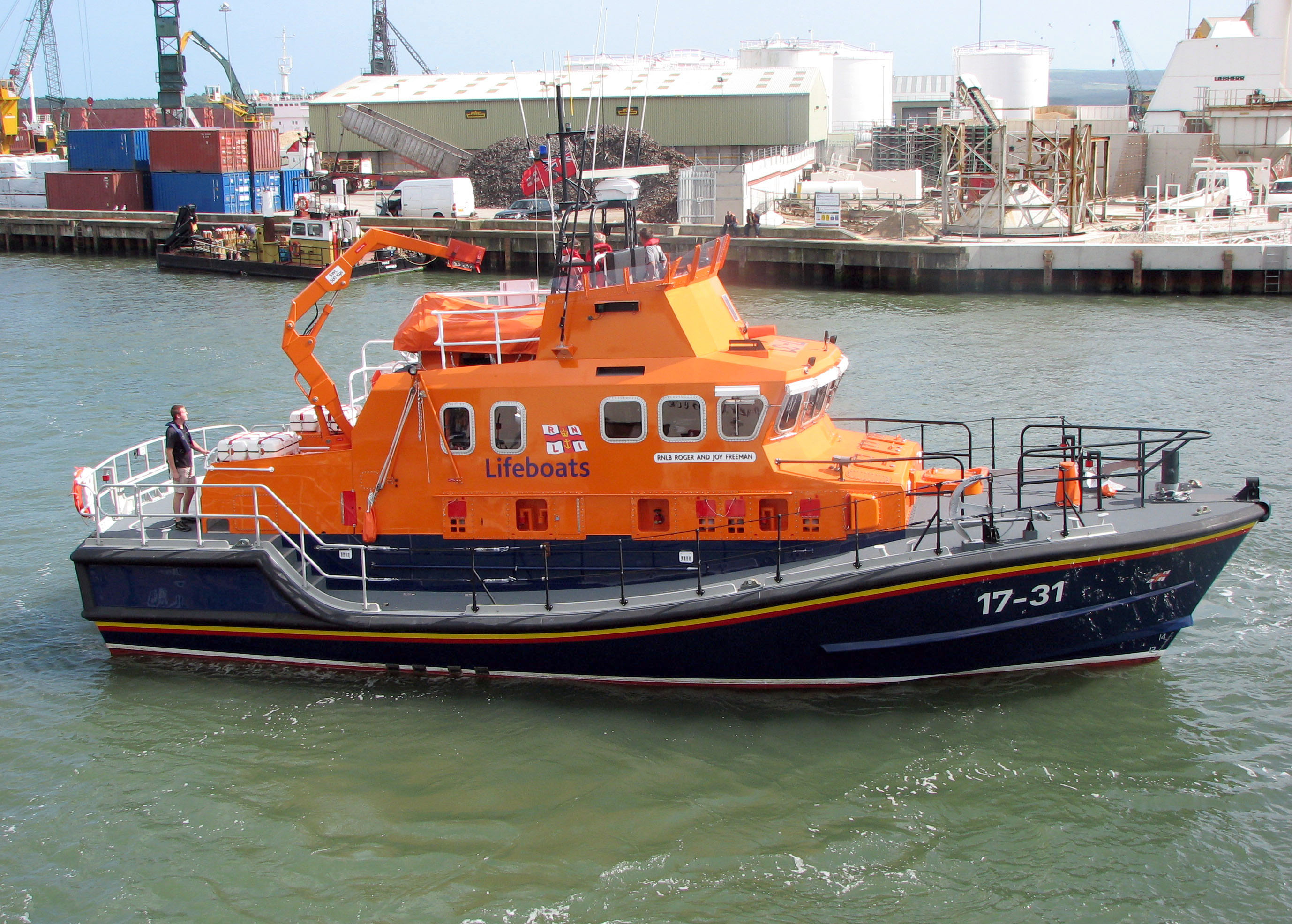
نمایی از قایق نجات کلاس سورن از سری قایق‌های مؤسسه قایق نجات سلطنتی ملی، در بندرگاه دورست، انگلستان - ۲۰۰۶

مؤسسه قایق نجات سلطنتی ملی (به انگلیسی: Royal National Lifeboat Institution) بزرگترین مؤسسه خیریه‌ای است که جان انسان‌ها را در دریا در اطراف سواحل بریتانیا، جمهوری ایرلند، جزایر مانش و جزیره من و همچنین در برخی از آبراه‌های داخلی نجات می‌دهد. این یکی از چندین سرویس قایق نجات است که در همان منطقه فعالیت می‌کند.
در سال ۱۸۲۴ به عنوان مؤسسه ملی برای حفظ حیات از کشتی غرق شده تأسیس شد، و اندکی پس از آن به مؤسسه ملی سلطنتی برای حفظ حیات از کشتی غرق شده، تحت حمایت پادشاه جورج چهارم تبدیل شد. در ۵ اکتبر ۱۸۵۴، نام مؤسسه به نام فعلی آن (RNLI) تغییر یافت و در سال ۱۸۶۰ منشور سلطنتی اعطا شد.
مؤسسه ملی قایق نجات ملی یک مؤسسه خیریه در بریتانیا و جمهوری ایرلند است که ملکه الیزابت دوم حامی آن است. بودجه آن را عمدتاً از طریق میراث (۶۵٪) و کمک های مالی (۲۸٪) و بقیه از تجارت و سرمایه‌گذاری تأمین می شود. اکثر اعضای خدمه قایق نجات آن داوطلبان بدون مزد هستند.
مؤسسه ملی قایق نجات سلطنتی در پول، دورست مستقر است. دارای ۲۳۸ ایستگاه قایق نجات و ۴۴۴ قایق نجات است. ناجیان غریق آن در بیش از ۲۰۰ ساحل فعالیت می‌کنند: ناجیان غریق توسط مقامات محلی حقوق می‌گیرند، اما تجهیزات و آموزش را این مؤسسه ارائه می دهد. این مؤسسه همچنین تیم‌های نجات سیل را در سطح ملی و بین‌المللی اجرا می‌کند که این تیم آماده سفر به مواقع اضطراری در خارج از کشور در کوتاه‌مدت است.
تلاش قابل توجهی برای آموزش و آموزش به ویژه برای جوانان توسط مؤسسه انجام می‌شود. در سال ۲۰۱۳ بیش از ۶۰۰۰ کودک در هفته توسط داوطلبان آموزش و پرورش در مورد ایمنی دریا و ساحل صحبت می‌کردند و بیش از ۸۰۰ کودک در هفته آموزش می‌دیدند. خدمه به طور متوسط روزانه ۲۲ نفر را در سال ۲۰۱۵ نجات دادند. این مؤسسه از زمان تأسیس تا کنون جان حدود ۱۴۰۰۰۰ نفر را نجات داده است که به قیمت جان باختن بیش از ۶۰۰ نفر در خدمات انجام شده است.

## تاریخچه
سر ویلیام هیلاری در سال ۱۸۰۸ به جزیره من نقل مکان کرد. او با آگاهی از طبیعت خائنانه دریای ایرلند با کشتی‌های زیادی که در اطراف سواحل مانکس غرق شده بودند، برنامه‌هایی را برای سرویس قایق نجات ملی با خدمه آموزش دیده طراحی کرد. در ابتدا او پاسخ کمی از دریاسالاری دریافت کرد. با این حال با توسل به اعضای بشردوستانه‌تر جامعه لندن، این طرح‌ها به تصویب رسید و با کمک توماس ویلسون، نماینده مجلس و جورج هیبرت، نماینده سابق مجلس و بازرگان، مؤسسه‌ای برای حفظ جان از کشتی غرق شده تأسیس شد. در یک جلسه عمومی با حضور بسیار خوب در میخانه لندن در 4 مارس 1824، به ریاست اسقف اعظم کانتربری، چارلز منرز-ساتون. این مؤسسه حمایت پادشاه جرج چهارم را به دست آورد، و مدت کوتاهی پس از اعطای پیشوند سلطنتی، آن را به مؤسسه ملی سلطنتی برای حفظ حیات از کشتی شکسته تبدیل کرد. اولین رئیس این موسسه، نخست وزیر وقت، لرد لیورپول بود.